# ساختمان قدیمی استانداری کرمانشاه

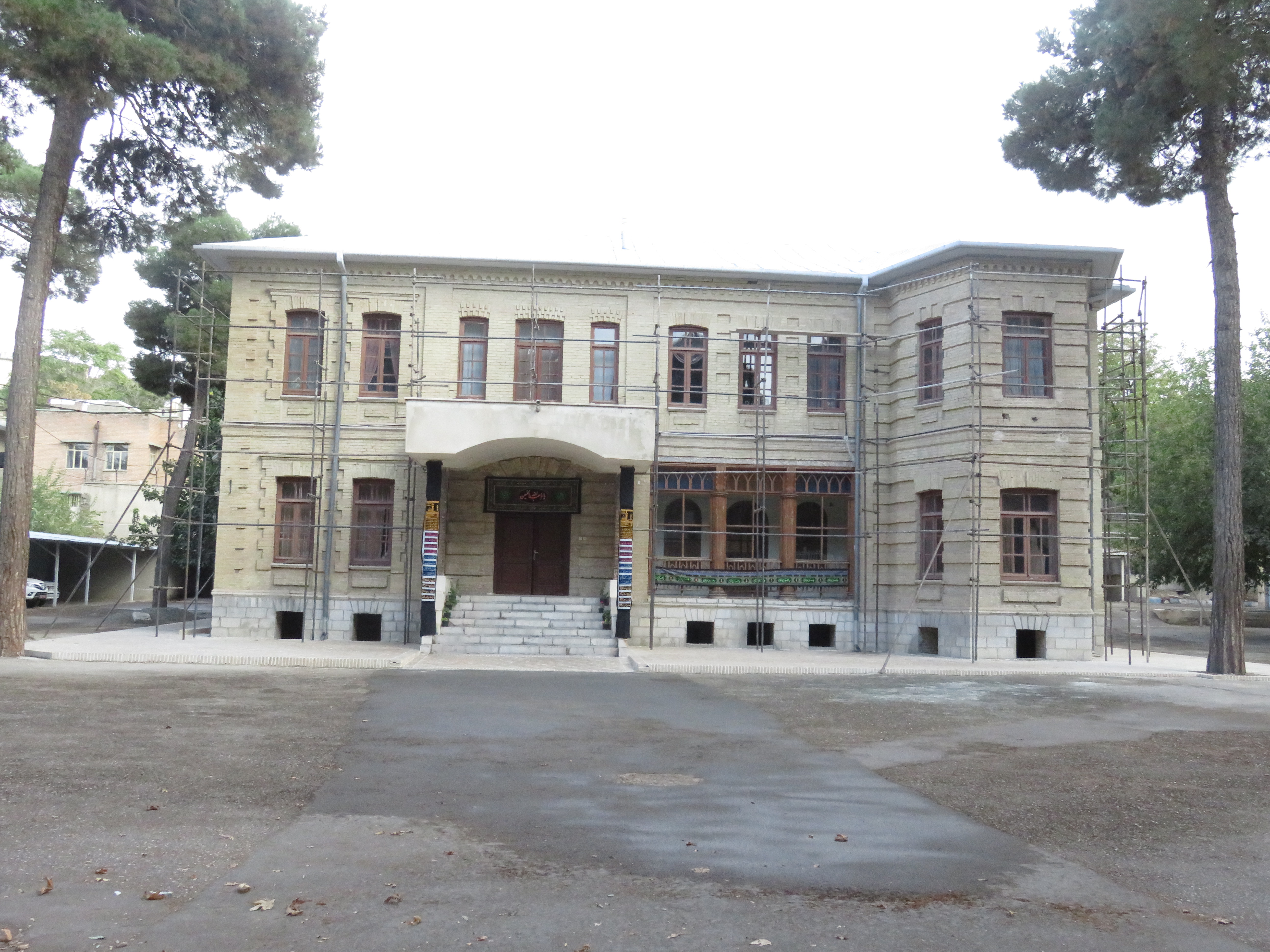
ساختمان قدیمی استانداری استان کرمانشاه

ساختمان قدیمی استانداری کرمانشاه عمارتی مربوط به دوره پهلوی اول است که در کرمانشاه، خیابان شهید اشرفی اصفهانی واقع شده‌است. این اثر در تاریخ ۲۵ اسفند ۱۳۷۹ با شمارهٔ ثبت ۳۴۷۸ به‌عنوان یکی از آثار ملی ایران به ثبت رسیده است. این ساختمان تا دهۀ ۱۳۷۰ به عنوان ساختمان اداری و محل اقامت استاندار کرمانشاه مورد استفاده قرار می‌گرفت و هم‌اکنون به محل ادارۀ کل کار و امور اجتماعی استان کرمانشاه تبدیل شده است.

## تاریخچه
ساختمان استانداری کرمانشاه در دورۀ پهلوی اول ساخته‌شد. این ساختمان از سال ۱۳۱۵ به عنوان محل استانداری کرمانشاه مورد بهره‌برداری قرار گرفت و تا سال ۱۳۷۸ نیز به همین منظور از آن استفاده می‌شد.
ساختمان استانداری کرمانشاه در سال ۱۳۷۹ در فهرست میراث ملی ایران ثبت شد و پس از آن چندین بار مورد مرمت و نوسازی قرار گرفت. آخرین مرمت این ساختمان در مرداد ۱۳۹۹ صورت گرفته است.

## ویژگی‌های معماری
ساختمان استانداری کرمانشاه ۳۳۰۰ متر مربع مساحت دارد. معماری این ساختمان برون‌گرا بوده و تأثیرات معماری نئوکلاسیک اروپایی در آن مشهود است.